# Mörttjärnen (Gagnefs socken, Dalarna)
Mörttjärnen är en sjö i Gagnefs kommun i Dalarna och ingår i Dalälvens huvudavrinningsområde.